# Islas Cíes
Islas Cíes är öar i Spanien.   De ligger i provinsen Provincia de Pontevedra och regionen Galicien, i den nordvästra delen av landet, 500 km väster om huvudstaden Madrid.